# 古賀涼子 (アナウンサー)
古賀涼子（こがりょうこ、1978年10月2日 - ）は、フリーアナウンサー・ナレーター。絵本専門士と防災士の資格を持ち、防災絵本専門士としても活動中。元TOKYO FMアナウンサー。夫は映画監督の小泉徳宏。

## 来歴・人物
福岡県北九州市出身。福岡県立小倉高等学校、西南学院大学文学部英文科を卒業し、2001年4月1日付で株式会社エフエム東京（TOKYO FM）に入社。報道・情報センター所属のアナウンサーとして、報道番組やエンターテインメント番組などを多数担当。防災士・絵本専門士でもある。2019年12月末でTOKYO FMを退社し、フリーのアナウンサー・ナレーターに転身。個人事務所の社名「tender voice」には、声で優しく寄り添いたいとの願いが込められている。ロゴマークは、活動的に飛び回って朗らかな声で囀るオオルリ。グラフィック／アートデザイナーの田久保彬が手掛けた。

### CMナレーターとして
新型コロナウイルス感染症の拡大を受けて2020年から開始された政府広報のテレビ・WEB CMのナレーションを担当。
拉致問題やデジタル田園都市国家構想など、コロナ以外の政府広報動画のナレーションも複数務める。
ラジオCMやタクシー車内CMなども多数。

### 防災士として
防災・危機管理ジャーナリストの渡辺実に師事し、2003年から退社までの16年間、防災キャスターとしても活動。2015年には防災士の資格を取得。TOKYO FMをキー局とするJFN系列での防災番組や災害特別番組への出演だけでなく、企画や制作・取材も行なう。企画から立ち上げたラジオ番組として「防災フロントライン」など。2008年から退社まで、TOKYO FMにおける防災の日のワンデー企画も産休・育休中をのぞき、古賀が手がけた。2014年と2015年には東北大学災害科学国際研究所の今村文彦監修の元で「LOVE & HOPE～防災ハンドブック」を作成し、2014年版の冊子は全国の郵便局で配布された。2015年版はダウンロードでのみ配布。2021年度には渋谷区による防災啓発事業「渋谷防災キャラバン2021」のYouTubeナビゲーターを務めたほか、2022年度も同企画のリアルイベントのMCを務めている。
なお、日本で発行された防災・災害がテーマの絵本を収集しており、個人としては日本随一の所有数とみられる。

### 絵本専門士として
独立行政法人 国立青少年教育振興機構による絵本専門士の資格を2020年に取得。同期には、同じくフリーアナウンサーの吉田明世、海保知里、村上里和らがいる。TOKYO FM「山崎怜奈の誰かに話したかったこと。」では絵本専門士として、絵本朗読コーナー「よ・み・き・か・せ」のレギュラーナレーターを務めている。また、防災と絵本に関するフォーラムやイベントのスピーカーも多数務める　　。

## 現在の担当番組／CM／youtube
- 政府広報　新型コロナウイルス対策テレビCM
- カワイ肝油ドロップpresents よ・み・き・か・せ（TOKYO FM 「山崎怜奈の誰かに話したかったこと。」）
- 渋谷防災キャラバン　ナビゲーター・MC
- 国立がん研究センター東病院＋三井不動産「がんと生きる」（apple、Google等の各podcastで毎週金曜更新）
- 教科書からは学べない！「不動産の学校」「投資の学校」パーソナリティ
- YouTube「古賀涼子のkogaryo's Voice」
- アース製薬100周年記念「忽那賢志のRhythm Medication」（2025年4月5日 - 、ミュージックバード）

## 出演番組
- TIME LINE（2015年6月-2018年9月）
- 中西哲生のクロノス（2010年4月-2011年9月）
- よんぱち 48hours 〜WEEKEND MEISTER〜（2009年10月-2010年3月）
- MAGICAL DASH!
- SkyRocket Company （2018年10月-2019年12月 「ニュース調査部」火曜担当）
- KUMON 笑顔100点満点♪（クロノス内、火・木 7:19-7:20）
- NAGOMI setouchi （ナレーション）
- 野村不動産 Humming@Living　（ナレーション）
- 中村正人の夜は庭イヂリ（クイズを出題するエネアナ）
- 坂東眞理子のSMILE EVERYDAY
- BLUE DRAGON presents 三日月の散歩
- NISSAN あ、安倍礼司　ホリデースペシャル IMATSUBO X（2009年9月23日、ガーコちゃんとして出演）
- Love&Hope ヒューマンケアプロジェクト（2011年3月-2012年10月）
- 防災 5 Minutes check
- 防災FRONTLINE
- ミュージックヴィレッジ・ピープル
- Hellosmile Cafe
- 『2013年 参議院選挙特別番組 列島タイムライン』…2013年7月21日執行、参議院議員選挙の特別番組。（22:00 - 翌0:00 開票スペシャル　出演:上杉隆、古賀涼子）
- 『２016年 参議院議員選挙 特別番組 列島タイムライン』…2016年7月10日執行、参議院議員選挙の特別番組。（20:00-20:30 第1部 開票速報 出演:佐々木利尚、古賀涼子／22:00-23:55 第2部 明日への判断 出演:速水健朗、飯田泰之、古賀涼子）
- 『2017年 衆議院議員総選挙 特別番組 列島タイムライン』…2017年10月22日執行、衆議院議員選挙の特別番組。(21:00-23:55 第1部 私たちが選ぶニッポンの今 出演:速水健朗、たかまつなな、柿崎明二、古賀涼子）
- デュアルライフ・ジャーニー～ライフシフトのススメ～（2023年10月7日 - 2024年3月30日、ミュージックバード）
- TOKYO FM NEWS
- TOKYO FM SPORTS
- TOKYO UPDATE など